# 扎達尼夫卡 (丘胡伊夫區)
49°39′28″N 36°15′22″E / 49.65778°N 36.25611°E
扎達尼夫卡（烏克蘭語：Жаданівка）是位於烏克蘭東部的村莊，由哈爾科夫州丘胡伊夫区的茲米伊夫市鎮負責管轄。該村始建於1685年，面積0.16平方公里，海拔高度99米，2001年人口50，人口密度每平方公里322.6人。